# Der Geschmack unserer Zeit
Der Geschmack unserer Zeit ist eine Reihe von Bildbänden, welche der Verleger Albert Skira zwischen 1953 und 1972 in seinem Verlag Éditions d'Art Albert Skira publizierte.
Diese Reihe umfasst über fünfzig Bände, die neben einer deutschen Ausgabe parallel in identischen Ausgaben auch in englischer (The taste of our time) und französischer (Le gôut de notre temps) Sprache veröffentlicht wurden. Die Ausstattung der Bände war sehr aufwendig gestaltet, jedes einzelne war Hardcover, in Leinen mit einem Schutzumschlag und einem Pappschuber versehen und die Illustrationen waren ausschließlich montierte Farbtafeln. Einzelne Bücher hatten zusätzlich noch eine Art Bauchbinde, auf dem zu Werbezwecken weitere Informationen zum Buch vermerkt waren.

## Bände
1. Charles Estienne: Gauguin. Biographisch-kritische Studie. 1953.
2. Charles Estienne: van Gogh. Kritische Studie. 1953.
3. Jacques Lassaigne: Lautrec. Biographisch-kritische Studie. 1953.
4. Maurice Raynal: Picasso. Biographisch-kritische Studie. 1953.
5. François Fosca: Degas. Biographisch-kritische Studie. 1954.
6. Lionello Venturi: Piero della Francesca. Biographisch-kritische Studie. 1954.
7. Denis Rouart: Renoir. Biographisch-kritische Studie. 1954.
8. Maurice Raynal: Cézanne. Biographisch-kritische Studie. 1954.
9. Jacques Lassaigne: Dufy. Biographisch-kritische Studie. 1954.
10. Giulio Carlo Argan: Fra Angelico. Biographisch-kritische Studie. 1955.
11. Jean Leymarie: Impressionismus, Bd. 1. 1955.
12. Jean Leymarie: Impressionismus, Bd. 2. 1955.
13. Pierre Gassier: Goya. Biographisch-kritische Studie. 1955.
14. Georges Bataille: Manet. Biographisch-kritische Studie. 1955.
15. Paul Guinard: El Greco. Biographisch-kritische Studie. 1956.
16. Perre Courthion: Montmartre. 1956.
17. Mario Brunetti u. a.: Venedig. 1956.
18. Lionello Venturi: Chagall. Biographisch-kritische Studie. 1956.
19. Giulio Carlo Argan: Botticelli. Biographisch-kritische Studie. 1957.
20. Pierre Courthion: Das alte Paris. Von Fouquet zu Daumier. 1957.
21. Pierre Courthion: Paris der neuen Zeit. Vom Impressionismus zur Jetztzeit. 1957.
22. Otto Benesch: Rembrandt. Biographisch-kritische Studie. 1957.
23. Claude Roy: Modigliani. Biographisch-kritische Studie. 1958.
24. Terisio Pignatti: Carpaccio. Biographisch-kritische Studie. 1958.
25. Denis Rouart: Claude Monet. Historisch-kritische Studie. 1958.
26. Lionello Venturi: Rouault. Biographisch-kritische Studie. 1959.
27. Guy Habasque: Kubismus. 1959.
28. Jean Leymarie: Fauvismus. 1959.
29. Robert L. Delevoy: Brueghel d. Ä. Biographisch-kritische Studie. 1959.
30. Jacques Lassaigne: Matisse. Biographisch-kritische Studie. 1959.
31. Nello Ponente: Klee. Biographisch-kritische Studie. 1959.
32. Eugenio Battisti: Giotto. Biographisch-kritische Studie. 1960.
33. Enrique Lafuente Ferrari: Velazquez. Biographisch-kritische Studie. 1960.
34. Robert L. Delevoy: Bosch. Biographisch-kritische Studie. 1960.
35. Jean Leymarie: Braque. Biographisch-kritische Studie. 1961.
36. Pierre Courthion: Malerei der Romantik. 1961.
37. Patrick Waldberg: Surrealismus. 1962.
38. Robert L. Delevoy: Léger. Biographisch-kritische Studie. 1962.
39. Jacques Lassaigne: Miró. Biographisch-kritische Studie. 1963.
40. Pierre Rosenberg: Chardin. Biographisch-kritische Studie. 1963.
41. Jacques Lassaigne: Kandinsky. Biographisch-kritische Studie. 1964.
42. Antoine Terrasse: Bonnard. Biographisch-kritische Studie. 1964.
43. Ludwig Grote: Dürer. Biographisch-kritische Studie. 1965.
44. Jean Leymarie: Corot. Biographisch-kritische Studie. 1966.
45. Pierre Descargues: Vermeer. Biographisch-kritische Studie. 1966.
46. Jacques Thuillier: Fragonard. Biographisch-kritische Studie. 1967.
47. Gaëtan Picon: Ingres. Biographisch-kritische Studie. 1967.
48. Pierre Descargues: Hals. Biographisch-kritische Studie. 1968.
49. Pierre Dufour: Picasso 1950–1958. Biographisch-kritische Studie. 1969.
50. Claude Roy: Daumier. Biographisch-kritische Studie. 1971.
51. Claude Roy: Zeichnungen von Daumier. 1971.
52. Jean Leymarie: Impressionistische Zeichnungen von Manet bis Renoir. 1969.
53. Robert L. Delevoy: Rubens. Biographisch-kritische Studie. 1972.
54. Jacques Lassaigne: Chagall. Unveröffentlichte Zeichnungen. 1968.